# 塞姆里亚赫
塞姆里亚赫是奥地利施蒂利亚州格拉茨城郊县的一个市镇。总面积60.35平方公里，总人口3287人，人口密度54.5人/平方公里（2005年）。